# آلبرتو لاتوادا
آلبرتو لاتوادا (ایتالیایی: Alberto Lattuada; ۱۳ نوامبر ۱۹۱۴ – ۳ ژوئیهٔ ۲۰۰۵) کارگردان، هنرپیشه و فیلم‌نامه‌نویس اهل ایتالیا بود.

## زندگی‌نامه
لاتوادا در ۱۳ نوامبر ۱۹۱۴ در میلان متولد شد، پدر «فلیچه لاتوادا» (۱۹۶۲–۱۸۸۲) آهنگساز بود. او در ابتدا به ادبیات علاقه‌مند شد و در سال ۱۹۳۲ هنگامی که هنوز دانش‌آموز بود به عضویت هیئت تحریریه دو هفته‌نامه ضدفاشیستی درآمد و در سال ۱۹۳۸ عضوی از گروه هنرمندان Corrente di Vita شد.
وی در سال ۱۹۴۰ فعالیت سینمایی خویش را به عنوان فیلمنامه‌نویس و دستیار کارگردان با ماریو سولداتی در فیلم جهان کوچک باستان شروع کرد. در سال ۱۹۴۳ اولین فیلم خود را کارگردانی نمود.
لاتوادا بر اثر بیماری آلزایمر در ۳ ژوئیه ۲۰۰۵ در سن ۹۰ سالگی در رم درگذشت.

## جوایز
- جایزه دیوید دی دوناتلو بهترین کارگردان

## فیلم‌شناسی
- جاکومو ایدئال‌گرا (۱۹۴۲)
- فلش در سمت (۱۹۴۳) توسط ماریو کوستا در سال ۱۹۴۴ به پایان رسید
- جنگ ما (۱۹۴۵) مستند
- راهزنی (۱۹۴۶)
- بدون ترحم(۱۹۴۸)
- آسیاب رودخانه پو (۱۹۴۹)
- روشنایی‌های واریته (۱۹۵۰) به علاوه بازیگر
- آنا (۱۹۵۱)
- شنل (۱۹۵۲)
- گرگ (۱۹۵۳)
- عشق در شهر (۱۹۵۳)
- ساحل (۱۹۵۴)
- قهرمان زمان ما (۱۹۵۵)
- گوئندالینا (۱۹۵۷)
- تندباد (۱۹۵۸)
- نو دختران زیبا (۱۹۵۸)
- نامه‌های دختر تازه‌کار (۱۹۵۸)
- فریب شیرین(۱۹۶۰)
- بدبختی (۱۹۶۰)
- غیرمنتظره (۱۹۶۱)
- جلگه (۱۹۶۲)
- مافیایی (۱۹۶۲)
- مهرگیاه (۱۹۶۵)
- بی‌رقیب (۱۹۶۶)
- دون جووانی در سیسیل (۱۹۶۷)
- فرولاین دکتر (۱۹۶۸)
- رفیقه (در تهران: لا میکا، ۱۹۶۹)
- دعوت به قهوه (۱۹۷۰)
- خواهر سفید (۱۹۷۲)
- قلب سگ (۱۹۷۵)
- وای سرافینا (۱۹۷۶)
- التهاب عشق (۱۹۷۶)
- همین‌گونه بمان (۱۹۷۸)
- هیکل دختر زیبا (۱۹۷۹)
- کریکت (۱۹۸۰)
- تیغ در قلب(۱۹۸۶)